# シーダークリークの戦い
シーダークリークの戦い（シーダークリークのたたかい、英:Battle of Cedar Creek、またはベルグラブの戦い、英:The Battle of Belle Grove）は、南北戦争の1864年のバレー方面作戦では最後でかつ最も決定的な勝敗がついたものとして、1864年10月19日に、バージニア州フレデリック郡、シェナンドー郡およびウォーレン郡で起こった戦闘である。南軍ジュバル・アーリー中将が率いる最後の北部侵略軍が実質的に崩壊し、南軍はワシントンD.C.を脅かすことができなくなったばかりか、シェナンドー渓谷の経済基盤を守ることもできなくなった。エイブラハム・リンカーン大統領の再選は事実上この勝利で助けられ、フィリップ・シェリダン少将は永続する名声を得ることになった。

## 背景
アーリー軍はシェリダンとそのシェナンドー軍からの圧力にあって、「渓谷の上方」（シェナンドー渓谷の南西で高度が高い一帯）に後退した。シェリダン軍は渓谷の経済基盤を破壊し続けており、このことはロバート・E・リー将軍の軍隊が必要とする補給物資を奪ってしまうことを意味した。シェリダン軍はバージニア州フレデリック郡、シェナンドー郡およびウォーレン郡の一部であるシーダークリークで宿営していた。
シェリダンは1ヶ月以上の戦い続きでアーリー軍にはもはや攻撃的な動きができないと考え、ホレイショ・ライトの第6軍団にピーターズバーグの包囲戦に戻るよう命じた。しかし、アーリー軍による威力偵察が師団同士の小競り合いになった後で、シェリダンはライト軍団を呼び戻した。シェリダンはバージニア中央鉄道の襲撃に騎兵2個師団を送ったが、アーリーはジェイムズ・ロングストリートの軍団がピーターズバーグからアーリー軍との合流のために派遣されるという噂を流し、シェリダンはシーダークリークに沿った宿営地に全軍を戻した。
好戦的なアーリーはまだその積極さを残しており、リーからはアーリーの行動を促す奨励文を受け取った（リーはアーリーに宛てた1864年10月12日付けの手紙で、「貴方は彼に対抗して動き、その軍隊を潰した方がよい。...私はシェリダンの歩兵あるいは騎兵が貴方が想像するように大きな勢力だとは思わない」と告げた）。アーリーはシーダークリークの向こうにあるシェリダンの陣地を検分し、1つの隙を見つけた。北軍は西に開けた渓谷からの攻撃を想定し、自然の障害であるクリークにその遮蔽を頼っていた。アーリーはその部隊がクリークを渉って攻撃し北軍の前線を追い詰めるように部隊を一つ一つ倒していく作戦を立てた。アーリーの選択肢は攻撃するか先細りする補給物資を集めるために退くかだった。アーリーは大胆さを選択し、優勢な敵軍に対する攻撃を計画しそのために急襲で優勢を確保することにした。

## 戦闘
アーリーはその軍隊に3つに分け、月明かりだけが頼りの大胆な行軍をさせた。ジョン・B・ゴードン少将の師団は午後8時に出発し、マサヌッテン山の麓に沿った「豚の道」を辿り川を越えた。ゴードン隊は夜明け前に深い霧に隠れて動き、強襲を掛けた。その急襲は完璧であり、最初の北軍軍団（ジョージ・クルック少将の第8軍団）は瞬時も戦わずして崩れた。数百の兵士が捕虜になり、その多くはまだ寝具にくるまれたままだった。
ウィリアム・エモリーの第19軍団が次にゴードン師団と西方から攻撃に加わったジョセフ・B・カーショー少将の師団に襲われ、エモリーの部隊も崩壊した。南軍の攻撃は素早く移動したので、北軍は備える暇がほとんど無かった。エモリー軍団から退却する兵士達が混乱を起こし、防衛軍の士気も損なった。また慌てた部隊の前線は南ではなく西を向いていたので、南軍のクリークを越えての大砲が北軍の開いた側面を直撃できた。
北軍前線の最後に居たライトの第6軍団は強固な防御線を張って戦い、激しい圧力を受けて緩り後退した。ライトはアーリー軍の初期攻撃に対応するために南方に前線を押し上げようとしたが、攻撃の動きがあまりに早かったので自隊の移動を妨げられた。しかし、アーリー軍は千人以上の捕虜を取り18門の大砲を捕獲するというその勝利に浮かれたのか圧力を維持できなかった。アーリーはライトの軍団も戦場から撤退するものと勝手に思い込んでしまった。ゴードンに向かって「これは1日の戦果としては誇らしいものだ」と告げた。北軍はミドルタウンの向こうに後退していた。アーリーが追撃をしなかったことがこの戦闘全体の致命的な誤りと考えられ、その後長く続くアーリーとゴードンの間の反目を生じさせた。
この戦いが始まった時、シェリダンは遠くウィンチェスターにいた。遠くに砲声を聞いたシェリダンは急遽馬で自隊の元に駆けつけた（有名な詩「シェリダンの騎乗」]はこの出来事を記念してトマス・ブキャナン・リードが作った）。戦場には午前10時半に到着しその兵士達を再結集させ始めた。シェリダンにとって幸運だったことに、アーリー軍の兵士達は他のことに捉われて気付かなかった。彼らは飢えており疲れていたので、北軍宿営地の略奪のために隊列を離れていた。
シェリダン将軍はその公式報告書で有名な騎乗について次のように記した。
午後3時、アーリーは朝ならば成功していたであろう小さな攻撃でその攻勢を再開したが、簡単に撃退された。午後4時、アーリーの軍団は反撃をした。アーリー軍3個師団は約3マイル (5 km)の長さに伸びきった前線にあり、その側面は防御が無かった。エモリーはジョージ・アームストロング・カスター准将の騎兵師団の支援を受けて開いている左側面に付け込み南軍の前線を破った。他の騎兵隊が南軍後方の橋を破壊しその逃走路を遮断した。多くの古参南部兵が大壊走の中で戦う術はないと判断して降伏した。北軍は数百名を捕虜にし、大砲43門（そのうち18門は午前中に捕られたものだった）と南軍が持って行けなかった物資を捕獲した。

## 戦闘の後
この戦闘は南軍の決定的な敗北に繋がった。南軍はシェナンドー渓谷を通ってワシントンD.C.を脅かすことができなくなり、またシェナンドー渓谷の経済基盤を守ることもできなくなった。エイブラハム・リンカーン大統領の再選は事実上この勝利で助けられ、フィリップ・シェリダン少将は永続する名声を得ることになった。ジュバル・アーリーの部隊は実質的に機能を失い、生存部隊はその12月にピーターズバーグを包囲されているロバート・E・リー将軍の軍隊に戻った。
後にアメリカ合衆国上院議員になったヘンリー・A・デュポンはシーダークリークで初期の撤退を指揮し、シェリダンの最終的な勝利に貢献したことで名誉勲章を受章した。
この戦闘にバーモント旅団が参戦したこと（南北戦争の他の戦闘よりもこの戦闘には多くのバーモント兵が参加した）は、バーモント州モントピリアにあるバーモント州議会議事堂2階のシーダークリークの間の大きな壁画で記念されている。スティーブン・トーマスが指揮した第8バーモント連隊は戦闘の早朝に英雄的な抵抗を行ってその3分の2近くが失われたが、その場所である尾根が、1997年に高規格道路の建設で損なわれる提案が出た。この提案に対してバーモント州議会を動かし、バージニア州に尾根を通る道路建設を停めるよう求める決議案を採択させた。

## シーダークリーク戦場跡の保存
シーダークリーク戦場跡の1,450エーカー (5.8 km2)以上がシーダークリークとベルグラブ国立歴史公園の一部として保存されている。この公園は共同管理公園であり、歴史史跡国民信託、シェナンドー渓谷戦場基金、ベルグラブ・プランテーション、ポトマック川管理委員会およびシーダークリーク戦場基金など非営利保存団体によってその土地の多くが所有されている。さらに、南北戦争保存信託のような非営利団体がこれらの土地の保護に向けた基金を寄付した。
2008年5月、フレデリック郡管理委員会はカームユーズ・ライム・アンド・ストーン社がシーダークリーク戦場跡での現在の活動を拡張することを認める評決を行った。この評決はカームユーズにシーダークリークの戦場跡を中心に394エーカー (1.6 km2)の採掘を認めるものである。この決定に反応して、全国と地元の保存団体がシーダークリークおよびベルグラブ連盟を作り、戦場跡における新しい採掘に関する大衆の認知を高め、シーダークリークの今後の保存を促進している。2008年10月、戦闘から144回目の記念日に関連して、連盟はウェブサイトとアニメ入りの地図を起こし、採掘が戦場跡に起こすであろう影響をうまく説明しようとしている。